# Каштановый дом
Фестиваль «Каштановый Дом» — украинский фестиваль поэзии и кино, проводится в Киеве с 2005 года, основан киевским поэтом Андреем Грязовым.

## О фестивале
Поэты Украины и России и других стран ежегодно съезжаются в Киев, и лучших из них награждают медалями и дипломами конкурса молодёжной поэзии. Опытные поэты делятся с молодёжью собственным опытом и демонстрируют плоды своих трудов.
В 2007 году, на годовщину Арсения и Андрея Тарковских, оргкомитет фестиваля и почётные гости — автор книги «Осколки зеркала», обладатель премии «Антибукер» Марина Арсеньевна Тарковская и известная актриса Маргарита Терехова, исполнительница главной роли в фильме Андрея Тарковского «Зеркало», приняли решение учредить премию имени Арсения и Андрея Тарковских в области поэзии и кинематографа. Вместе с литературными мероприятиями проводятся вокальные и музыкальные конкурсы, а также показ кинофильмов, на которых режиссёрам вручается в качестве награждения денежная премия и эксклюзивный кубок.
К фестивалю ежегодно выходит литературный альманах «Каштановый дом», который включает в себя стихи признанных известных поэтов и молодых авторов, участников конкурса памяти Леонида Киселёва.
В 2010 году международный фестиваль поэзии «Каштановый Дом» представил вечер Ивана Жданова. Вечер проводил обозреватель раздела «Книжный дозор» журнала «ШО» Юрий Володарский.

### Каштановый дом 2009: итоги
В международном поэтическом фестивале «Каштановый Дом», проходившем с 1 по 4 октября 2009 года в Киеве, приняли участие более 100 поэтов Украины и России. Выступления проходили на различных площадках — в Союзе писателей Украины, Доме учёных, Киевском планетарии, Доме Актёра и в Гидропарке.
Программа фестиваля была насыщена различными по поэтическому составу и характеру мероприятиями. Открыли фестиваль секретарь Союза Писателей Украины Анатолий Крым и руководитель «Русского Собрания» Потапова Алла. В торжественной обстановке они вручили Андрею Грязову премию имени Николая Ушакова.
Состоялись презентации антологий «Землики» (Москва), «Песни Южной Руси» (Дружковка), журнала «Радуга», издательств «Арт Хаус Медиа» и «Русский Гулливер», вечер киевской литературной студии «Каштановый Дом».
Вечера поэзии посещает всё больше и больше слушателей. Достигается это путём перехода от чистого литературного формата к эстрадному. Так, на литературном вечере «Поэтический мост «Киев-Москва» выступил актёр театра и кино Сергей Джигурда, субботним вечером 3 октября состоялось выступление народного артиста Украины Бориса Барского, а в день закрытия фестиваля на берегу Днепра зрители увидели настоящий рыцарский поединок в исполнении конно-трюкового театра «Скиф».
В рамках фестиваля традиционно прошло награждение международной премии имени Арсения и Андрея Тарковских. Лауреаты премии 2009 года: Светлана Кекова, Иван Жданов — в номинации «Поэзия», Альбина Афонина — в номинации «Кинематограф» за фильм «Три осколка зеркала». Состоялся показ фильмов лауреатов, а также внеконкурсных фильмов Александра Столярова «Второе рождение» и Сергея Бреля «Диалоги на фоне пропасти». В 2009 году лауреаты, кроме денежной премии и диплома, были награждены также эксклюзивным кубком, выполненным в виде профилей Арсения и Андрея Тарковских, смотрящих друг на друга.
Третьего октября прошло подведение итогов конкурса молодёжной поэзии памяти Леонида Киселёва «Начальная пора». Лауреатами стали Ксения Солодухина (Евпатория[уточнить], номинация «Гости из будущего») и Евгения Бутенко (Дружковка, номинация «Крылья Ганимеда»).
Завершение фестиваля состоялось на берегу Днепра, где каждый желающий мог почитать свои произведения.